# Водяное (Знаменская городская община)
Водяное (укр. Водяне) — село, входит в Знаменскую городскую общину Кропивницкого района Кировоградской области Украины.
Во времена Голодомора 1932-1933 здесь погибло 17 человек .
Во время немецкой оккупации гражданская из Новоалександровки по имени Лукия Ефимовна Стаченко (1879-1973) готовила хлеб для знаменских партизан, в том числе и Водяного, который передавал староста села по фамилии Красножон, за что был сдан коллаборантами и расстрелян в поперечной балке между Новоалександровкой и Троянкой.
Население по переписи 2001 года составляло 280 человек. Почтовый индекс — 27413. Телефонный код — 5233. Код КОАТУУ — 3510645301.